# Gare de Pécs
La gare de Pécs (en hongrois : Pécs pályaudvar, [ˈpeːtʃ ˈpaːjɒudvɒɾ]) est la principale gare ferroviaire de Pécs. Elle relie la ville aux gares de Budapest, Osijek et Dombóvár, constituant un important nœud ferroviaire entre la Hongrie et les Balkans.

## Histoire

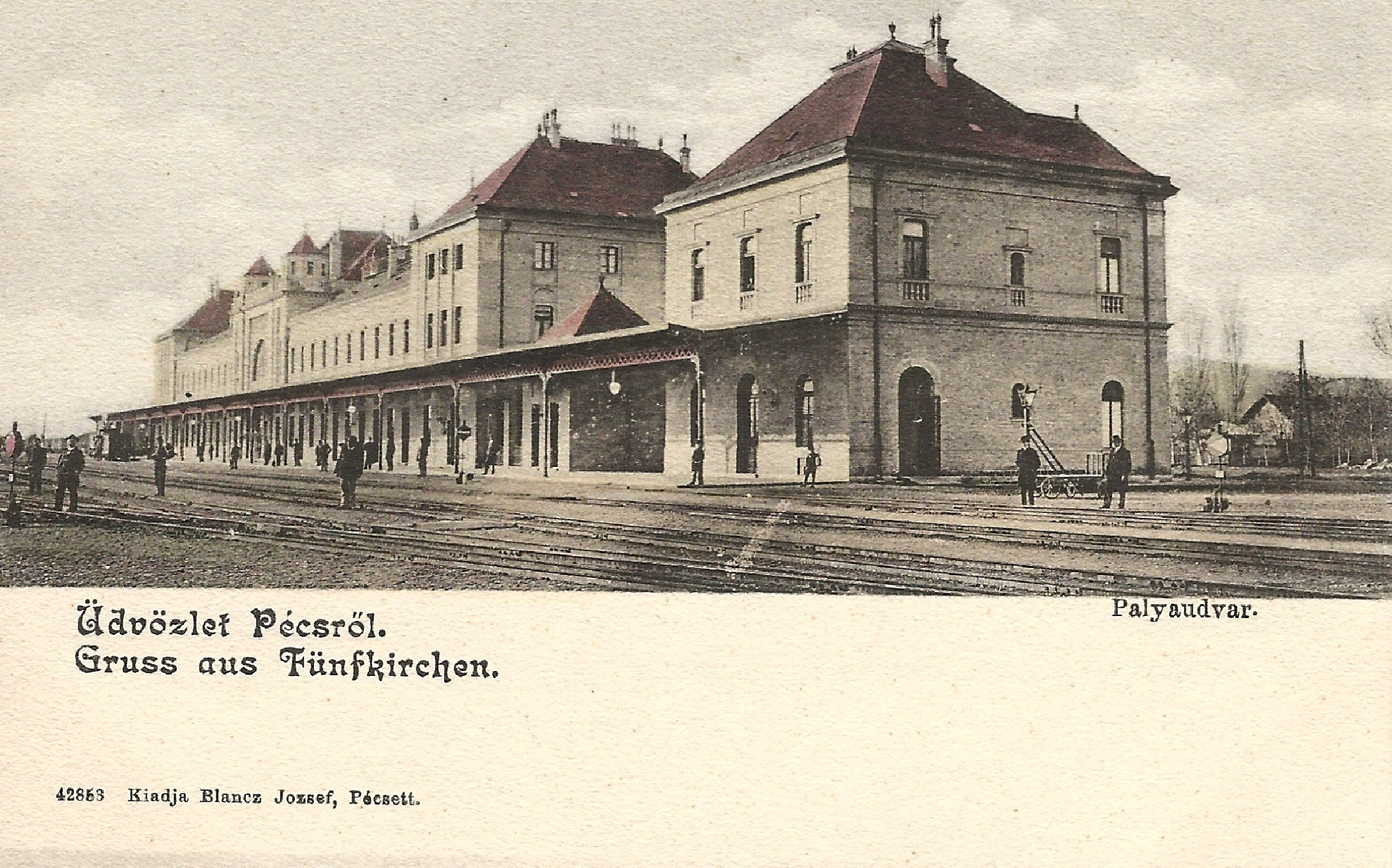
La gare sur une carte postale du début des années 1900.

## Situation ferroviaire
Pécs est l’un des plus grands centres ferroviaires de la région, avec une liaison ferroviaire directe vers de nombreuses autres villes, grandes ou plus petites. La gare est située à proximité du centre-ville et dans le voisinage de la gare routière centrale .